# Ashlee Ankudinoff
Ashlee Ankudinoff (Sídney, 20 de agosto de 1990) es una deportista australiana que compite en ciclismo en la modalidad de pista, especialista en las pruebas de persecución.
Ganó 9 medallas en el Campeonato Mundial de Ciclismo en Pista entre los años 2009 y 2019. Participó en los Juegos Olímpicos de Río de Janeiro 2016, ocupando el quinto lugar en la prueba de persecución por equipos.

## Medallero internacional
| Campeonato Mundial | Campeonato Mundial      | Campeonato Mundial | Campeonato Mundial      |
| Año                | Lugar                   | Medalla            | Competición             |
| ------------------ | ----------------------- | ------------------ | ----------------------- |
| 2009               | Pruszków (Polonia)      | Medalla de bronce  | Persecución por equipos |
| 2010               | Ballerup (Dinamarca)    | Medalla de oro     | Persecución por equipos |
| 2012               | Melbourne (Australia)   | Medalla de bronce  | Persecución individual  |
| 2013               | Minsk (Bielorrusia)     | Medalla de plata   | Persecución por equipos |
| 2015               | Saint-Quentin (Francia) | Medalla de oro     | Persecución por equipos |
| 2017               | Hong Kong (China)       | Medalla de plata   | Persecución individual  |
| 2017               | Hong Kong (China)       | Medalla de plata   | Persecución por equipos |
| 2019               | Pruszków (Polonia)      | Medalla de oro     | Persecución individual  |
| 2019               | Pruszków (Polonia)      | Medalla de oro     | Persecución por equipos |

1. ↑  Compitió en la ronda de clasificación.